# Sven Brundin (konstnär)
Sven Axel Brundin, född 20 september 1884 i Uppsala, död 17 augusti 1963 i Hofors, var en svensk inköpschef vid SKF och konstnär.  
Han var son till köpmannen Carl August Brundin och Wilhelmina Lindgren och från 1913 gift med Ingrid Falk (1886–1973). Brundin bedrev självstudier inom konstformen akvarell och skulptur. För sina akvareller och träsnitt hämtade han motiven huvudsakligen från Hofors bruks äldre bebyggelse. Han medverkade i samlingsutställningar i Gävle och Hudiksvall och årligen i Hofors, där under en följd av år visades bland annat träskulpturerna Maratonlöpare och Filosof. Brundin är representerad med ett porträtt vid Tekniska museet och vid Järnkontoret i Stockholm. Makarna Brundin är begravda på Hofors kyrkogård.  